# Parantica formosana
Parantica formosana är en fjärilsart som beskrevs av Matsumura 1929. Parantica formosana ingår i släktet Parantica och familjen praktfjärilar. Inga underarter finns listade i Catalogue of Life.